# Khu mật độ cao Đại Khuyển
Khu mật độ cao Đại Khuyển hay Thiên hà lùn Đại Khuyển là một thiên hà vô định hình còn được tranh luận nằm trong Nhóm Địa phương, nằm trong cùng một phần của bầu trời với chòm sao Đại Khuyển.
Thiên hà nhỏ được cho là chứa tỷ lệ sao khổng lồ đỏ tương đối cao và được cho là chứa khoảng một tỷ ngôi sao.
Thiên hà lùn Đại Khuyển được phân loại là một thiên hà bất thường và hiện được cho là thiên hà lân cận gần nhất với vị trí của Trái Đất trong dải Ngân Hà, nằm cách hệ Mặt Trời khoảng 25.000 năm ánh sáng (7,7 kilôparsec) và 42.000 ly (13 kpc) từ Trung tâm Ngân Hà. Nó có hình dạng gần như hình elip và được cho là chứa nhiều ngôi sao như Thiên hà elip lùn Nhân Mã, ứng cử viên trước đây cho thiên hà gần nhất với vị trí của chúng ta trong dải Ngân Hà.